# Robert F. Engle
Robert Fry Engle III (sinh 10 tháng 11 năm 1942) là một nhà kinh tế Mỹ và là người đoạt giải Nobel Kinh tế 2004 cùng với Clive Granger, "cho các phương pháp phân tích số liệu kinh tế theo chuỗi thời gian ARCH".

## Tiểu sử
Engle sinh tại Syracuse, New York và tốt nghiệp Williams College với tấm bằng cử nhân vật lý. Ông nhận bằng thạc sĩ vật lý và tiến sĩ kinh tế đều ở Đại học Cornell năm 1966 và 1969. Sau khi hoàn thành luận án tiến sĩ, Engle trở thành giáo sư kinh tế tại Viện Công nghệ Massachusetts từ năm 1969 tới 1977. Ông tham gia giảng dạy tại Đại học California, San Diego (UCSD) năm 1975, cho đến khi ông nghỉ hưu năm 2003. Hiện nay ông đang là giáo sư danh dự và giáo sư nghiên cứu tại UCSD. Ông hiện đang giảng dạy tại trường kinh doanh Stern Đại học New York, tại đây ông là giáo sư quản lý tài chính mang tên Michael Armellino. Tại Đại học New York, ông dạy chương trình quản lý rủi ro cho nhân viên dành cho thạc sĩ khoa học, cùng với sự hợp tác của Viện tài chính Amsterdam.

## Các công trình tiêu biểu
- "Autoregressive Conditional Heteroscedasticity with Estimates of the Variance of United Kingdom Inflation". Econometrica. Quyển 50 số 4. 1982. tr. 987–1008. JSTOR 1912773.
- "Exogeneity". Econometrica. Quyển 51 số 2. (with David F. Hendry and Jean-Francois Richard). 1983. tr. 277–304. JSTOR 1911990.{{Chú thích tạp chí}}:  Quản lý CS1: khác (liên kết)
- "Semi-parametric Estimates of the Relation between Weather and Electricity Demand". J. Amer. Statist. Assoc. Quyển 81 số 394. (with C. Granger, J. Rice and A. Weiss). 1986. tr. 310–320. doi:10.1080/01621459.1986.10478274.{{Chú thích tạp chí}}:  Quản lý CS1: khác (liên kết)
- "Co-Integration and Error Correction: Representation, Estimation, and Testing". Econometrica. Quyển 55 số 2. (with Clive Granger). 1987. tr. 251–276. JSTOR 1913236.{{Chú thích tạp chí}}:  Quản lý CS1: khác (liên kết)
- "Estimation of Time Varying Risk Premia in the Term Structure: the ARCH-M Model". Econometrica. Quyển 55 số 2. (with David Lilien and Russell Robins). 1987. tr. 391–407. JSTOR 1913242.{{Chú thích tạp chí}}:  Quản lý CS1: khác (liên kết)
- "Asset Pricing with a Factor ARCH Covariance Structure: Empirical Estimates for Treasury Bills". Journal of Econometrics. Quyển 45 số 1–2. (with V. Ng, and M. Rothschild). 1990. tr. 213–237. doi:10.1016/0304-4076(90)90099-F.{{Chú thích tạp chí}}:  Quản lý CS1: khác (liên kết)
- "Autoregressive Conditional Duration: A New Model for Irregularly Spaced Transaction Data". Econometrica. Quyển 66 số 5. (with J.R. Russell). 1998. tr. 1127–1162. JSTOR 2999632.{{Chú thích tạp chí}}:  Quản lý CS1: khác (liên kết)
- "Dynamic Conditional Correlation – A Simple Class of Multivariate GARCH Models". Journal of Business and Economic Statistics. Quyển 20 số 3. 2002. tr. 339–350. doi:10.1198/073500102288618487.
- "Time-Varying Arrival Rates of Informed and Uninformed Traders". Journal of Financial Econometrics. Quyển 6 số 2. (with Maureen O'Hara, David Easley and L. Wu). 2008. tr. 171–207. doi:10.1093/jjfinec/nbn003.{{Chú thích tạp chí}}:  Quản lý CS1: khác (liên kết)